# Brukkaros
La montaña Brukkaros, | en  Khoekhoe Geitsi Gubib, es un volcán extinto en la Región de Karas, Namibia. Con una altura de 1590 metros en su pico en el borde oriental del cráter, el Brukkaros está situado a unos 15 kilómetros al noreste de la ciudad de Berseba, principalmente Nama, y a 100 kilómetros al noroeste de Keetmanshoop. Es 650 metros más alto que la zona circundante, pero el fondo del cráter está a 350 m por debajo del borde.

## Descripción

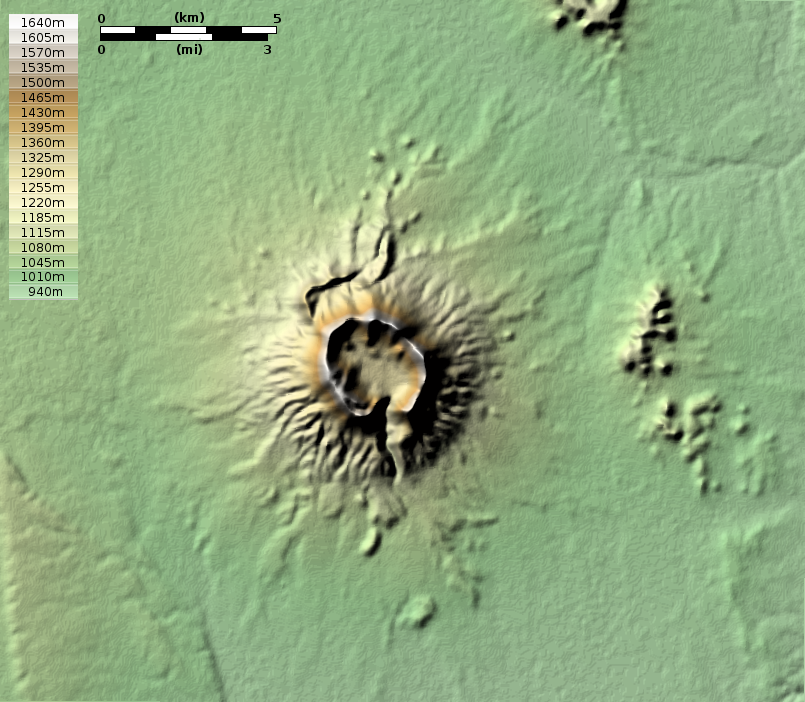
Mapa en relieve sombreado de la Montaña de Brukkaros

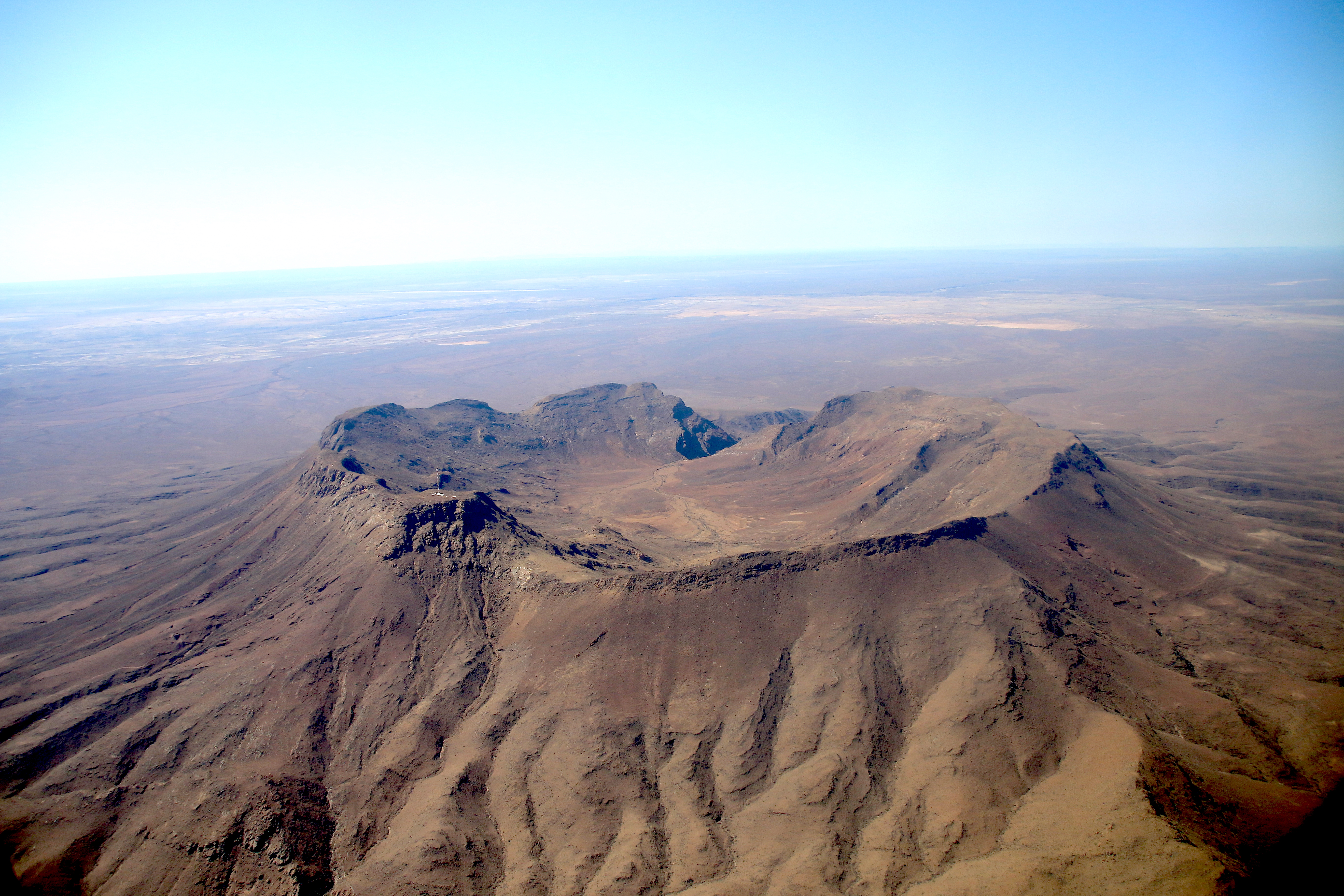
Vista aérea de Brukkaros (2019)

La montaña es un gran volcán extinguido, en forma de una montaña de anillo, un llamado cono volcánico, con un diámetro de unos 4 km y se ha formado por una explosión cuando el magma ascendente se encontró con el agua subterránea y la sobrecalentó. Está formado por una microbrecha de color marrón rojizo de lecho indistinto, compuesta de rocas finamente fragmentadas del Sistema Nama que fueron expulsadas de una chimenea volcánica hace unos 80 millones de años. Las capas de la brecha se inclinan hacia adentro, a diferencia de la pendiente alrededor de un cráter volcánico, y la remoción de las capas superiores más suaves por la erosión ha creado el hueco central. El hueco es drenado por un arroyo que corre hacia el sur a través de la montaña circular en un estrecho valle. La ruta hacia el interior de la montaña se encuentra  a lo largo de este valle. En su cabecera hay una cascada seca sobre la cual el arroyo se hunde unos 45 m después de la lluvia, y el lecho del río directamente debajo de la cascada es la principal fuente de agua.

Los  árboles de carcaj crecen extensamente en el suelo del cráter. Debido a la ausencia de agua potable y servicio de telefonía móvil y al difícil acceso por carretera, el viaje a Brukkaros es difícil.

## Etimología
El Nama llamó a la montaña Geitsi Gubib por el largo y fluido taparrabos que llevaban las mujeres Khoikhoi, conocido en afrikáans como broek-en-karos ("pantalones y kaross"), que en alemán se traduce como Brukkaros.

## Historia
Berseba fue fundada en las cercanías por el misionero renano Samuel Hahn en 1850. Una estación de heliografía operaba bajo la administración alemana. De 1926 a 1931, la Sociedad Geográfica Nacional, en cooperación con el Instituto Smithsoniano, dirigió el Observatorio Solar de Brukkaros en la montaña para medir la radiación solar diaria. Arthur Bleksley trabajó allí durante el período.